# Ballina Ouest
Pour les articles homonymes, voir Ballina.
Ballina Ouest (en anglais : West Ballina) est une localité australienne située dans la zone d'administration locale du comté de Ballina, dans la région des Rivières du Nord en Nouvelle-Galles du Sud.
Ballina Ouest fait partie de l'agglomération de Ballina, au sud de Teven, au nord d'Empire Vale, à l'ouest de Ballina et à l'est de Pimlico.
La population s'élevait à 3 023 habitants en 2016.